# Wieserode
Wieserode ist ein Ortsteil der Stadt Falkenstein/Harz im Landkreis Harz in Sachsen-Anhalt.

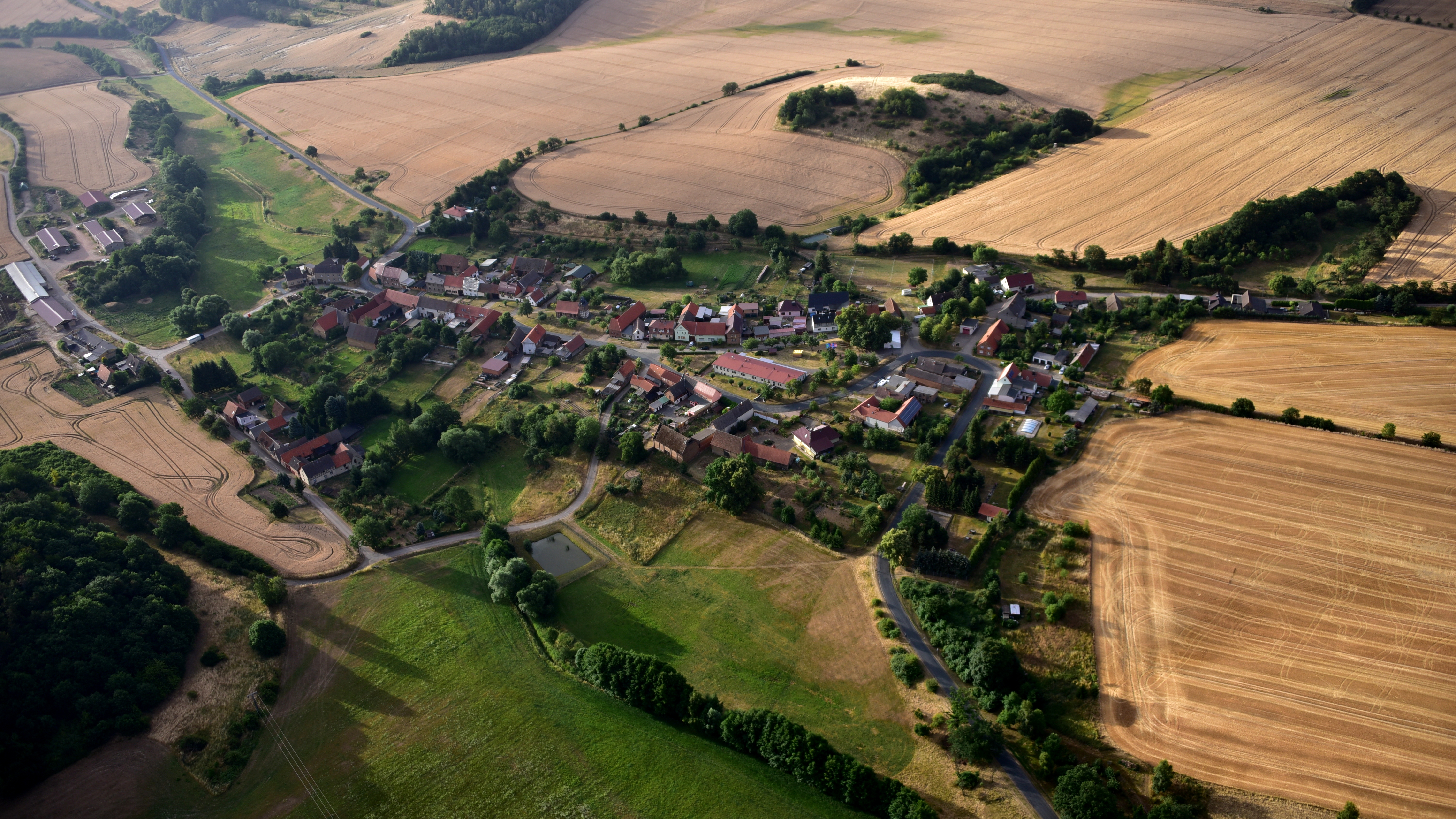
Wieserode, Luftaufnahme (2018)

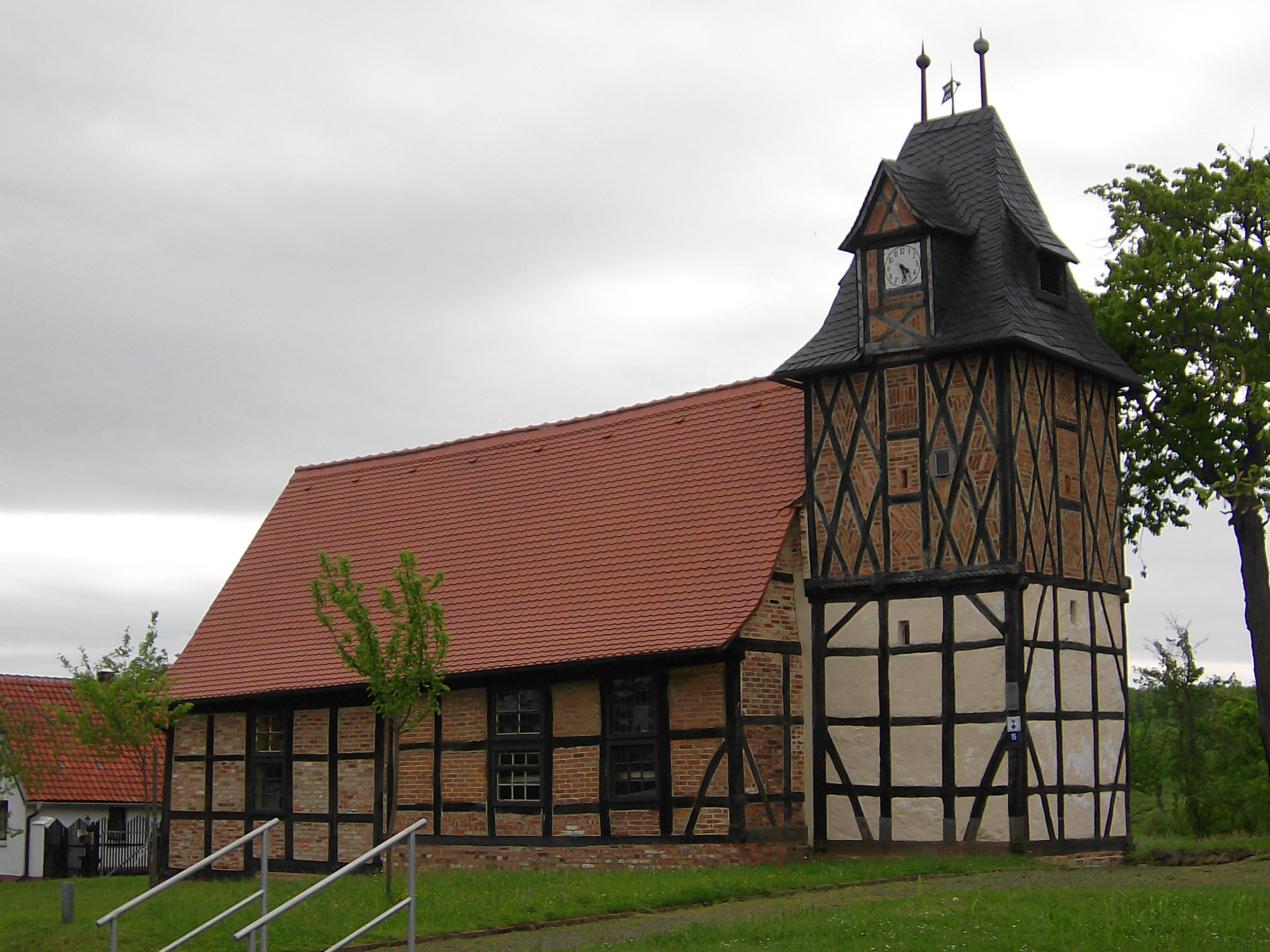
Fachwerkkirche Wieserode

## Geografie
Wieserode liegt an der von Meisdorf nach Harkerode führenden Straße am Südostrand des Landkreises Harz im Tal der Mukarene.

## Geschichte
Wieserode wurde 964 erstmals als Witserode urkundlich erwähnt. Bevor der Ort zur Grafschaft Falkenstein kam, muss er 1295 als Wedderode by de lantwer in Stammerschen Besitz gewesen sein. 1437 wurde es als Wedderode als falkenstenisches Dorf urkundlich erwähnt. Im Mittelalter gehörte es zum Schwabengau, zur Grafschaft Falkenstein und geistlich zum Halberstädter Harzbann. 1449 erwarben die Asseburger den Ort, der zu dieser Zeit wüst lag. Die Neubesiedlung erfolgte 1536 mit 20 besessene Mann (20 Familien). Davon war einer Freimann, der Schenke, die anderen waren Hintersässer und dem Amt zins- und lehnbar.
Die zu leistenden Frondienste waren dabei: „Auf der Jagd sind die Hintersassen zu helfen schuldig ohne Entgelt. Die Hopfen müssen sie abblatten, erhalten aber eine Knobbe Brot und zwei Käse und wenn sie alle zusammen sind, zwei Legell voll Speisebier. Ihre Weiber und Gesinde müssen die Schafe scheren, erhalten aber für jedes Haupt 1 Strauberpfennig. Briefe müssen sie tragen, jede Meile für einen Mariengroschen. Die 6 Hausgenossen müssen zum Mistladen, Miststreuen, auf der Erntebanse und allerlei Nothdurft in der Haushaltung erscheinen.“
1928 wurde der bis dahin selbständige Gutsbezirk Degenershausen ein Teil der Gemeinde.

## Sehenswürdigkeiten
Sehenswert sind der Landschaftspark Degenershausen und die Alte Ziegelei Degenershausen.
Die alte, einem nicht bekannten Heiligen geweihte Fachwerkdorfkirche steht in der Mitte des Ortes. Wann sie erbaut wurde, ist nicht bekannt. Über dem Eingang steht allerdings die Jahreszahl 1617. Das Innere besteht aus einer Flachtonnendecke und Emporen auf der Nordseite und einer zweigeschossigen auf der Westseite. Die Emporenbrüstungen sind handwerklich mit Passionsszenen an der Westempore und Aposteln an der Nordempore bemalt (17. Jahrhundert). Der Altaraufsatz von 1615 mit dreiteiliger Predella zeigt Abendmahl, Kreuzigungsgruppe und den ungläubigen Thomas. Darüber der spätgotische Schnitzaltar, der auf der Rückseite bemalt ist. Bekrönt wird der Altar durch eine Ädikula. Der Kirchturm verfügt über ein Fachwerk mit Ausfüllung als Bauerntanz.